# Самуель Мізес
Самуе́ль Мі́зес (нім. Samuel Mieses, 19 листопада 1841, Бреслау — 14 січня 1884, Лейпциг) — німецький шахіст, майстер. Учень і спаринг-партнер А. Андерсена (1818—1879). Спаринг-партнер шахового теоретика Й. Цукерторта (1842—1888). Дядько німецько-британського гросмейстера Ж. Мізеса (1865—1954).
Переможець турніру німецьких майстрів у Бад-Емсі (1871). Срібний призер 1-го конгресу Центральнонімецького шахового союзу (Лейпциг, 1871).

## Спортивні результати
| Рік  | Місто   | Змагання                                        | + | − | = | Результат | Місце |
| ---- | ------- | ----------------------------------------------- | - | - | - | --------- | ----- |
| 1867 | Бреслау | Матч з А. Андерсеном                            | 0 | 3 | 1 | 0½ : 3½   |       |
| 1871 | Бад-Емс | Турнір німецьких майстрів                       | 4 | 0 | 0 | 4 з 4     | 1     |
|      | Лейпциг | Матч з Йоганнесом Мінквіцем                     | 1 | 1 | 0 | 1 : 1     |       |
|      | Лейпциг | 1-й конгрес Центральнонімецького шахового союзу | 4 | 0 | 1 | 4½ з 5    | 1—2   |
| 1872 | Лейпциг | Матч з Йоганнесом Мінквіцем                     | 1 | 3 | 5 | 3½ : 5½   |       |